# Mesoleius mixticolor
Mesoleius mixticolor är en stekelart som beskrevs av Heinrich 1953. Mesoleius mixticolor ingår i släktet Mesoleius, och familjen brokparasitsteklar. Arten är reproducerande i Sverige.